# Mesterszonett
A 14 jambikus tízes - és tizennégyes sorból álló olasz szonetteket már a XIV. században szonettciklusba komponálták, melyek tematikailag és rímelésükben is összecsengtek: ezek 15 versből álltak úgy, hogy a 15. művet az előző versek első első soraiból állították össze, ezt mesterszonetteknek nevezték (pl. József Attila: A kozmosz éneke). Az itáliai változatot Petrarca, az angol szonettet Shakespeare tette közismertté. Mindkettő zárt és szigorú forma, mert szemlélet - és gondolkodásmódot fejeznek ki a hagyomány által. Minden költő a világot akarja verseiben leírni, de a megismerés szubjektív. A mesterszonett az a lírai mestermű, amelyben a költő, gondosan megszerkesztett mesterségbeli tudásának bizonyítékát szolgáltatja. Magyar nyelven többek között Székely János, Tűz Tamás, Thinsz Géza, Lászlóffy Csaba, Markó Béla, Balla D. Károly alkotott szonettkoszorúkat. (tradicionális, klasszikus szonettkoszorú pl. Markó Béla Költők koszorúja című költeménye.)
A mesterszonett a szonettkoszorú  (angolul: crown of sonnets,  németül: sonett(en)kranz, olaszul: sonetti a corona) tizenötödik záró szonettje, amely az előző összeláncolt tizennégy szonett szintézise. A szonettkoszorú olyan tizenöt szonettből álló ciklus, melynek mindegyik darabja az előző szonett utolsó sorával kezdődik, a 15. mesterszonettnek nevezett szonett pedig az előző tizennégy kezdősoraiból áll. A szonettkoszorút a lírai tökély műformájának tartja a szakirodalom. A mesterszonett belső koherenciájával, letisztult képeivel, összegzi a szonettkoszorú megelőző 14 szonettjének lírai képeit, mondanivalóját, azaz a koszorú egészének tökéletes összhangját valósítja meg.
József Attila: A kozmosz éneke (részlet)
Mesterszonett
Külön világot alkotok magam.

Kerengő bolygó friss humussza lelkem,

Szépség-fák állnak illatokkal telten.

Dübörgő gépváros zugó agyam.
Szétkujtorognak részeg-boldogan

A holdas fények rajta, mint ha kertben

Világbogárkák szárnya csókra rebben.

Sötét hitem szent, hömpölygő folyam.
S kereng a bolygó, mint fáradt agy este,

Amint kihűl, lehull az éjbe esve,

Mint feledésbe hulló verssorok.
Ha bolygók és világok mind kihülnek,

Igazságnak gyujtván hűs fényt, az Űrnek,

Komor bolygóm a legszebben lobog.
Markó Béla Költők koszorúja (részlet)
Mesterszonett
A pannón dombok dermedten feküsznek,

s nem hűti mégsem véremet a fagy,

mennybéli Isten, milyen messze vagy,

ki látni engedted fájó szemünknek,

mit jobb lett volna setétbe takarni,

hogy romlik minden, s hullnak díszei,

nyugodna már a szív, de színleli,

hogy melledből tán éppen most szakad ki, 

úgy dobban, úgy ver, úgy ég, úgy hevül,

hogy verseidnek ritmusát kövesse,

s egy fázó ország gyúljon föl a versre,

szabad lehessen, éljen emberül,

szólhasson, hogyha jobb tavaszra vágyik!

Dobogj, dobogj csak, versem, mindhalálig! 